# Kodeks Nitryjski
Codex Nitriensis – palimpsest pisany na pergaminie, zawierający w sumie cztery dzieła literackie: trzy greckie oraz jedno syryjskie; wszystkie pochodzą z wieków VI–IX. Zachowało się 226 kart rękopisu. Górny tekst naniesiony został w wieku VIII lub IX i zawiera syryjski traktat Sewera Antiocheńskiego, przeciwko Janowi Gramatykowi. Ten sam kodeks w dolnym tekście zawiera greckie teksty Iliady Homera, Ewangelii według św. Łukasza oraz Elementów Euklidesa. Dolny tekst palimpsestu jest miejscami nieczytelny.
Rękopis przechowywany był w klasztorze św. Marii Deipara na Pustyni Nitryjskiej, około 110 km na północny zachód od Kairu. W 1838 roku znaleziony został przez Anglika Henry'ego Tattam (1788-1868) i wraz z ponad 500 innymi rękopisami przewieziony został do Londynu. Obecnie przechowywany jest w Londynie (Brit. Libr., Add. 17211) .
Jest jednym z najsłynniejszych palimpsestów. Poszczególne partie palimpsestu były wydawane osobno: tekst Iliady już w 1851 roku, tekst Ewangelii w 1857 roku, tekst Elementów w 1885 roku, a traktat syryjski dopiero w 1929 roku. Najczęściej badaną partią palimpsestu jest Iliada.

## Iliada
Fragmenty tekstu Iliady zostały wydane w 1851 roku przez Williama Curetona (1808–1864). W wydaniu zawarł sześć stron faksymile. Fragment datowany jest na VI wiek. Zachowało się 60 kart rękopisu – z tekstem Iliady XII.273-XXIV.483 (liczne luki). Tekst pisany jest jedną kolumną na stronę, po 33 linijki w kolumnie. Zawiera w sumie 3895 linijek tekstu. Według Apthorpa czytelnych jest 3870 linijek tekstu, 23 linijki są całkowicie nieczytelne. Litery mają kształty podobne do stosowanych w Kodeksie Aleksandryjskim (np. П z wydłużoną górną poziomą kreską) i są charakterystyczne dla środowiska aleksandryjskiego. Litera ipsilon sięga poniżej poziomu innych liter (podobnie jak rho), a eliptyczne phi nie sięga powyżej. Sugerowano więc, że rękopis mógł powstać w Aleksandrii (Cureton) . 
Skryba popełnił kilka opuszczeń w tekście – ze względu na podobne zakończenie (błąd homoioteleuton) – w następujących miejscach: Il. XII,374; XIV,157-158; XX,44-46; XXIII,273; XIII,283-284; XXIII,746; XXIV,290. W stosunku do blisko 4000 linijek zachowanego tekstu liczba tych opuszczeń jest, jak ocenił Michael J. Apthorp, „bardzo niewielka”.
Zanim odkryto ten rękopis, najcenniejszym przechowywanym w Wielkiej Brytanii rękopisem Iliady był Townley Homer, datowany wówczas na XIII wiek (teraz na XI wiek).
Rękopis badali: Michael J. Apthorp, Guglielmo Cavallo i Francesca Schironi (w 2010 roku) .
Rękopis zawiera
XII. 273-471
XIII. 133-265,333-398,465-530,663-728,797-837
XIV. 1-20,156-419
XV. 158-223,356-421,491-557
XVI. 199-264,331-397,664-731,798-862
XVIII 93-358,426-492
XIX. 136-268,335-424
XX. 1-172,306-503
XXI. 1-397,465
XXII. 1-113,181-378
XXIII. 57-323,457589,656-788,856-897
XXIV. 1-20.285-483.

## Ewangelia Łukasza

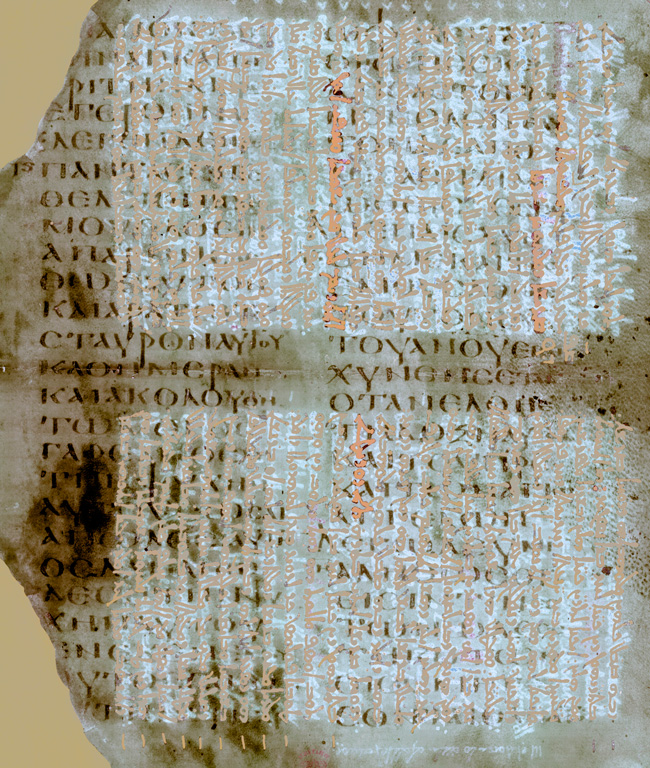
Folio 20 recto z tekstem Łk 9,22-33

Manuskrypt zawiera Ewangelię według Łukasza z licznymi lukami. Składa się na nią 48 kart (29,5 na 23,5 cm). Tekst kodeksu zawarty jest w dwóch kolumnach na stronę, 25 linijek na stronę, pisany jest majuskułą , wielką uncjałą. Litery są wielkie i piękne. Nie stosuje przydechów ani akcentów. Kształty liter są zbliżone do kodeksów 022, 024 i 081, z tą tylko różnicą, że w Kodeksie Nitryjskim są mniej regularne. Niektóre z kart są zabrudzone, niektóre podarte, zwłaszcza 2, 11 oraz 14, a także 548–549. Nomina sacra pisane są skrótami.

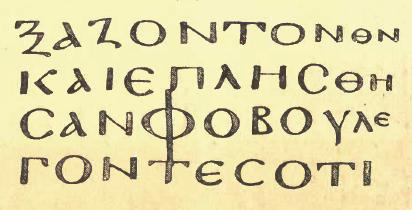
Łk 5,26 w wydaniu facsimile Scrivenera

Partia rękopisu z tekstem Ewangelii oznaczana jest przy pomocy symbolu R albo 027. Siglum R zostało nadane przez Tischendorfa, natomiast 027 nadane zostało przez Gregory'go w 1908 roku. Hermann von Soden nadał mu symbol ε 22. Przyjęły się symbole zaproponowane przez Tischendorfa i Gregory'ego (określane jako system numeracji Gregory-Aland). Tekst Ewangelii Łukasza datowany jest paleograficznie przez INTF na VI wiek.
Ewangelia według Łukasza
1,1-13; 1,69-2,4; 2,16-27; 4,38-5,5; 5,25-6,8; 6,18-36; 6,39; 6,49-7,22; 7,44; 7,46; 7,47; 7,50; 8,1-3; 8,5-15; 8,25-9,1; 9,12-43; 10,3-16; 11,5-27; 12,4-15; 12,40-52; 13,26-14,1; 14,12-15,1; 15,13-16,16; 17,21-18,10; 18,22-20,20; 20,33-47; 21,12-22,6; 22,8-15; 22,42-56; 22,71-23,11; 23,38-51.
Są to jednak przybliżone dane. Dokładne ustalenie, jakie wiersze Łk są zawarte na kartach kodeksu nie zawsze jest możliwe. Skryba pominął tekst Łk 15,19-21 i został on dodany przez drugą rękę .
Ewangelia według Łukasza poprzedzona jest listą κεφαλαια (spis treści), na kartach 1r-3v. Tekst dzielony jest według Sekcji Ammoniusza, których numery podane są na marginesie, brak jednak odniesień do Kanonów Euzebiusza. Podział według Sekcji Ammoniusza odbiega od powszechnie stosowanego i bywa określany jako Sekcje Pseudo-Ammoniusza.

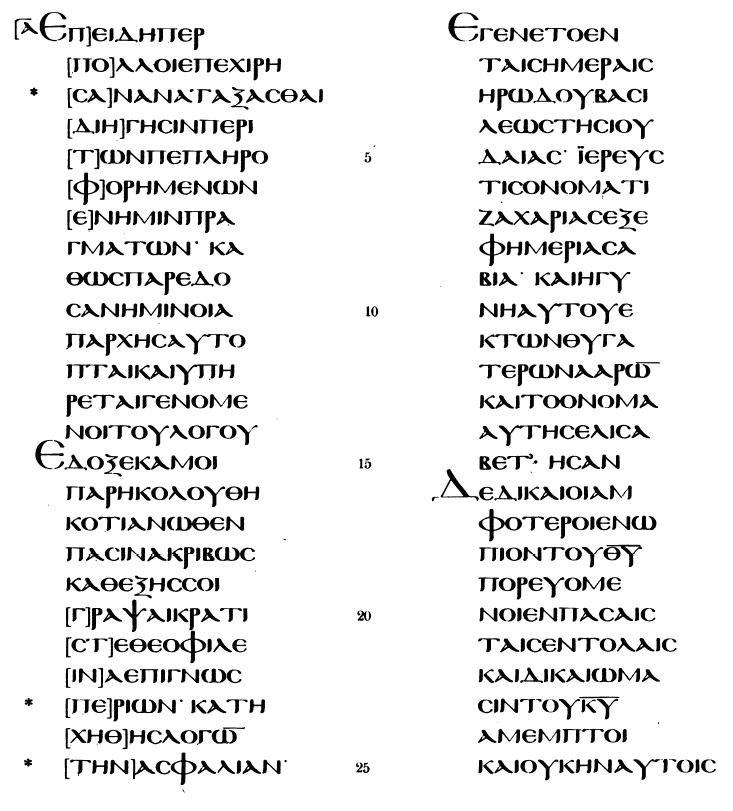
Łk 1,1-7 z wydania Tischendorfa (1857)

Zdaniem Tregellesa tekst kodeksu jest charakterystyczny dla starych rękopisów i potwierdza dotychczasowe osiągnięcia krytyki tekstu. Hort uznał, że przekazuje tekst mieszany z wielką liczbą przed-bizantyjskich lekcji. Podobnie oceniał Kenyon. Hermann von Soden uznał, że reprezentuje tekst zachodni. Dzisiaj uważa się, że tekst ten reprezentuje bizantyjską tradycję tekstualną. Aland dał mu następujący profil tekstualny: 111 41/2 02 5s, co znaczy, że 11 razy wspiera tekst bizantyjski przeciwko „oryginalnemu”, 4 razy zgodny jest z tekstem bizantyjskim oraz oryginalnym, nigdy nie wspiera tekstu oryginalnego przeciwko bizantyjskiemu, posiada 5 sobie właściwych wariantów tekstowych (Sonderlesarten). Aland zaklasyfikował go do V kategorii. Jednak ocena Alanda bazuje na porównaniu tylko 20 miejsc rękopisu . Według tzw. Claremont Profile Method, tj. metody wielokrotnych wariantów, przekazuje standardowy tekst bizantyjski według rodziny Kx w Łk 1 i Łk 10. W Łk 20 przekazuje tekst mieszany.
20-25% tekstu nie jest zgodne z bizantyjską tradycją tekstualną. W rozdziałach 13-16 element nie-bizantyjski nawet przeważa .
W Łk 6,2 przekazuje wariant οὐκ ἔξεστιν (nie wolno), a nie οὐκ ἔξεστιν ποιεῖν (nie wolno czynić), jak ma większość rękopisów. Wariant kodeksu jest wspierany przez {\displaystyle {\mathfrak {P}}^{4}}, B, (D), 700, lat, copsa, copbo, arm, geo.
Rękopis nie posiada wierszy Łk 22,43-44 (krwawy pot Jezusa), podobnie jak kodeksy {\displaystyle {\mathfrak {P}}^{69}}, {\displaystyle {\mathfrak {P}}^{75}}, A, B, N, T, W, 579, 1071.
Rękopis był cytowany w krytycznych wydaniach Nowego Testamentu do wydań NA26, UBS3. Wydania NA27 oraz UBS4 nie cytują już kodeksu.
Tekst został odczytany przez Tregellesa (1854) i Tischendorfa (1855) niezależnie od siebie. Tischendorf porównał oba odczyty i jeszcze raz sprawdził teksty sporne (np. Łk 8,5; 18,1.10), po czym wydał jego tekst w 1857 roku. Tregelles w 1863 roku wskazał Tischendorfowi kilka dalszych błędów; Tischendorf uwzględnił te uwagi w swoim Editio Octava maior (1865).

## Elementy
Zachowało się tylko pięć kart Elementów Euklidesa (folios 49-53 palimpsestu) , z tekstem X.15-16, 31-32, 80-81, 112-113; XIII.14. Nieznane jest miejsce powstania tego rękopisu; sugerowana jest Syria oraz Mezopotamia. Tekst pisany jest w dwóch kolumnach na stronę, 25 linijkach w kolumnie, pochyloną uncjałą. Litery są małe i regularne. Kształt liter wskazuje na VI–VII wiek lub na VII–VIII wiek (Heiberg). 
Tekst fragmentu początkowo uchodził za niemal niemożliwy do odczytania. Odczytał go i opublikował Johan Ludvig Heiberg (1854–1928) w 1885 roku. Heiberg zwrócił uwagę na rozbieżności tekstualne względem najważniejszego rękopisu Elementów, kodeksu Vaticanus Gr. 190 (oznaczany symbolem P), oraz na bliską zgodność z kodeksem Bodleianus (oznaczany symbolem B). 
Rękopis był badany przez paleografa Guglielmo Cavallo. Cavallo wydał jedną kartę kodeksu metodą facsimile.

## Tekst syryjski

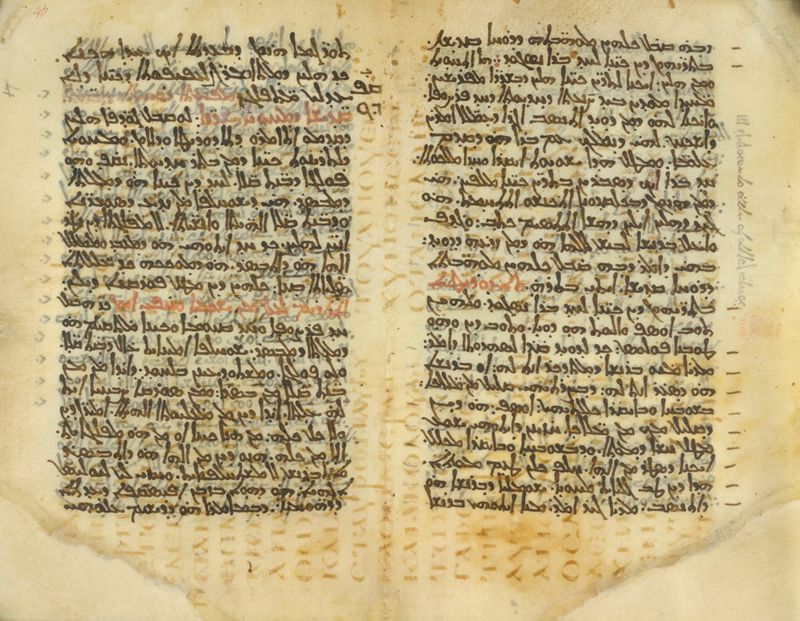
Folio 20 recto z tekstem syryjskim palimpsestu

Syryjski rękopis składa się z 226 kart, o rozmiarach 23,5 cm na 15 cm (oryginalne karty zostały zgięte w połowie, czasem zostały też obcięte) . Część z nich jest podarta i zachowana we fragmentach. Liczba foliałów wynosi 23, większa część pierwszego zaginęła. Tekst pisany jest jedną kolumną na stronę, 19-25 linijek w kolumnie. Nie stosuje paginacji . Litery są regularne i pisane przez profesjonalnego skrybę. Tekst syryjski zawiera traktat Sewera Antiocheńskiego, patriarchy z Antiochii (512–518), przeciwko Janowi Gramatykowi z Cezarei.
Według noty na folio 53 recto tekst syryjski został sporządzony przez Symeona z Kartamin, dla Daniela, biskupa Edessy. Według noty sporządzonej przez inną rękę, na folio 49, rękopis należał do Daniela, biskupa Edessy .
Symeon dokonał tego dzieła prawdopodobnie około roku 800. Symeon wykorzystał do tego celu greckie rękopisy Iliady, Ewangelii Łukasza oraz Elementów, ale użył tylko części ich kart. Rozdziały I-VIII  traktatu Severusa pisane są na kartach pochodzących z Ewangelii Łukasza, rozdziały VIII-XX na rękopisie Iliady, a rozdziały XX-XXI na rękopisie Elementów .
Rękopis badał William Wright i sporządził pierwszy jego opis. J. Lebon wydał tekst rękopisu w 1929 roku.
Nic pewnego nie da się powiedzieć o historii rękopisu. William Cureton sądził, że należał do 250 rękopisów dostarczonych przez Mojżesza z Nisibis w roku 932 do klasztoru św. Marii Deipara.